# مايك باسباي
مايك باسباي (بالإنجليزية: Mike Busby)‏ هو لاعب كرة قاعدة أمريكي، ولد في 27 ديسمبر 1972 في لوميتا في الولايات المتحدة.

## وصلات خارجية
- مايك باسباي على موقعبيزبول رفرنس.كوم (الدوري الرئيسي) (الإنجليزية)
- مايك باسباي على موقعبيزبول رفرنس.كوم (الدوري الثانوي) (الإنجليزية)